# Eunice (Louisiane)
Pour les articles homonymes, voir Eunice.
Eunice est une ville située dans la paroisse de Saint-Landry, dans l'Acadiane, en Louisiane. En 2020, sa population était de 9 422 habitants.

## Histoire francophone
Les migrants francophones commencèrent à laisser leur marque dans la région au début des années 1700, à l’arrivée des acadiens de la Nouvelle-Écosse (Canada). Ces familles, vivant principalement du fermage, ont aménagé leur petit coin de paradis sur des terres que plusieurs voyaient comme marécageuses et impraticables ou impropres à l’agriculture. 
De nos jours, la culture acadienne tend à s'affaiblir dans cette région puisque les nouvelles générations désertent les classes de français dans la plupart des écoles et n’ont donc pas l’occasion de le parler très souvent. La ville d’Eunice a hérité de nombreux éléments culturels de l’histoire française dont ses résidents et visiteurs profitent encore aujourd’hui.

## Culture
Il existe à Eunice un centre culturel cajun des Prairies du parc nommé Jean Lafitte.

## Jumelages
- Caraquet (Canada)[2]